# Statul Liber Anhalt
Statul Liber Anhalt (Freistaat Anhalt) este un land care a luat naștere din Principatul Anhalt în timpul Republicii Weimar.

## Împărțire administrativă între anii 1918-1945
Districtele:
- Bernburg (Saale)
- Dessau
- Köthen (Anhalt)
- Zerbst
- Ballenstedt
- Bernburg
- Dessau-Köthen
- Zerbst

### Orașe și comune
- Ballenstedt, Gernrode, Gröbzig, Güntersberge, Harzgerode, Hoym, Bernburg (Saale), Güsten, Hecklingen, Leopoldshall, Nienburg, Sandersleben, Dessau, Radegast, Raguhn, Roßlau, Köthen, Zerbst, Coswig, Dornburg (Gommern), Alsleben (Saale)

## Miniștru-președinte al Anhaltului
- 1918-1919: Wolfgang Heine (SPD)
- 1919-1924: Heinrich Deist (SPD)
- 1924-1924: Willy Knorr (DNVP)
- 1924-1932: Heinrich Deist (SPD)
- 1932-1940: Alfred Freyberg (NSDAP)
- 1940-1945: Rudolf Jordan (NSDAP)

### Reichsstatthalter
Reichsstatthalter pentru Anhalt și Braunschweig 
- 1933-1935: Wilhelm Loeper
- 1935-1937: Fritz Sauckel
- 1937-1945: Rudolf Jordan